# Peleteria emmesia
Peleteria emmesia är en tvåvingeart som beskrevs av Malloch 1930. Peleteria emmesia ingår i släktet Peleteria och familjen parasitflugor. Inga underarter finns listade i Catalogue of Life.